# Organizaciones rurales en Argentina
Las Organizaciones rurales en Argentina son las siguientes:
- La Sociedad Rural Argentina (SRA), fundada en 1866, es la más antigua de las asociaciones rurales y una de las más antiguas e influyentes organizaciones privadas del país. Tiene sólo 8.000 socios , pero su poder proviene de agrupar a los grandes propietarios de tierra, principalmente de la Provincia de Buenos Aires. Se la identifica con lo que varios sectores políticos y sociales denominan "la oligarquía terrateniente",[1] para referirse a un pequeño grupo con mucho poder político y económico, derivado de sus posesiones de tierra, llamadas también "estancias". Históricamente ha estado estrechamente vinculada a los sectores más conservadores e incluso a los golpes de estado. Algunos estudiosos sostienen que en las últimas décadas su control sobre la producción agropecuaria se ha reducido debido a la fragmentación de la propiedad entre herederos, y la importancia que han adquirido en el sector rural nuevos actores empresariales, como los grandes grupos económicos, las grandes empresas agroindustriales y los pools de siembra. El presidente para los períodos 2002-2004, 2005-2006 y 2007-2008, es Luciano Miguens, un estanciero propietario de 2.200 hectáreas en la provincia de Buenos Aires.

- La Federación Agraria Argentina (FAA), fundada en 1912, surgió de una gran rebelión de pequeños propietarios y arrendatarios rurales contra los abusos de los grandes terratenientes agrupados en la Sociedad Rural Argentina, realizada ese año, que es conocida como el Grito de Alcorta. Se la identifica con los pequeños y medianos propietarios de tierras, conocidos como "chacareros", mayoritariamente de origen italiano, en las provincias de Santa Fe, Entre Ríos y Córdoba. La FAA se distingue también de las otras entidades patronales rurales, por agrupar a minifundistas de la zona extra pampeana, especialmente en Santiago del Estero y Tucumán. La FAA se ha caracterizado por impulsar posiciones políticas de centro izquierda, y mantenerse cercana de partidos políticos como el Partido Justicialista, la Unión Cívica Radical, el Partido Socialista y el Partido Demócrata Progresista. Ha establecido también alianzas con grupos como la Central de los Trabajadores Argentinos (CTA) y la Federación Universitaria Argentina (FUA). El presidente desde 2001 es Eduardo Buzzi, un dirigente de militancia peronista, que se desempeña como dirigente agrario desde la década de 1970 y que gestiona 108 hectáreas en la provincia de Santa Fe.[2]

- Confederaciones Rurales Argentinas (CRA), fundada en 1943. Se trata de una asociación confederal presente en todo el país, que reúne a 13 confederaciones y federaciones regionales, las que a su vez agrupan a 109.000 propietarios de tierras, tanto grandes, como medianos y pequeños. Su organización más poderosa es la Confederación de Asociaciones Rurales de Buenos Aires y La Pampa (CARBAP) creada en 1932. En general ha mantenido posiciones conservadoras y cercanas a la Sociedad Rural Argentina, pero se diferencia de ésta por la gran cantidad de asociados que posee, de todos los estratos de propietarios de tierras y en todo el país. Su presidente desde 2005 es Mario Llambías, un agrimensor que ha sido directivo de CRA desde 1973 y su presidente desde 1994.

- CONINAGRO, sigla por la que se conoce a la Confederación Intercooperativa Agropecuaria Cooperativa Limitada, es una organización que agrupa al sector cooperativo agrario. Fundada en 1956, reúne a diez federaciones que, a su vez agrupan a 120.000 empresas cooperativas agrarias, mayoritariamente en la región pampeana. Un 20,5% del total de cereales y oleaginosas producidos en el país corresponden a cooperativas asociadas a CONINAGRO. Es también una importante exportadora. La principal empresa que la integra es Sancor, una de las principales empresas lácteas de la Argentina, que en realidad es una unión de cooperativas ubicadas en la llamada "cuenca lechera" que se extiende entre la ciudad de San Francisco en Córdoba, hasta las ciudades de Sunchales y Rafaela en Santa Fe. Su presidente desde 2006 es Fernando Gioino, dirigente de Sancor desde 1975.

- Federación Argentina de Contratistas de Máquinas Agrícolas (FACMA), fundada en 1986, con sede en Casilda, Provincia de Santa Fe. Es una federación de ocho asociaciones patronales, que agrupan a unos 3.500 propietarios de máquinas que realizan las principales labores agrícolas (siembra, fumigación, cosecha), llegando a realizar el 80-85% de ellas.[3] FACMA adhirió al paro rural, pero no integra la Mesa de Enlace ni participa de las negociaciones.

- Organizaciones de la agricultura familiar campesina e indígena Además de las organizaciones mencionadas, existen en el país más de 1000 formas organizativas de pequeños productores, desde grupos informales, asociaciones civiles, cooperativas, comunidades de pueblos originarios, federaciones y confederaciones. La mayoría tiene acciones a nivel local, ya sea de representación gremial o de servicios productivos, aunque algunas extienden sus reclamos a nivela nacional y regional, entre las que se destacan la Federación de Organizaciones Nucleadas de la Agricultura Familiar, MNCI -Movimiento Nacional Campesino Indígena - Somos Tierra, MNCI -Movimiento Nacional Campesino Indígena - Via Campesina ; MOCASE Movimiento Campesino de Santiago del Estero; ACINA – Asamblea Campesina Indígena del Norte Argentino; AGA – Agrupación Grito de Alcorta;